# كأس كاجولز 1927–28
وهي البطولة الرابعة بعد أن بدأت البطولة موسم 1923/1924

## نصف النهائي
- عد فريق الثانوية فائزاً على فريق دار المعلمين الذي انسحب من المباراة التي كان مقرراً إقامتها يوم 3 شباط 1928.
- فاز فريق الفوج السابع بنتيجة (4-0) على فريق الشالجية يوم 5 شباط 1928.

## النهائي
فاز في المباراة النهائية فريق الفوج السابع بنتيجة (10-0) على فريق الثانوية يوم 19 شباط 1928.